# Vernonia plumbaginifolia
Vernonia plumbaginifolia là một loài thực vật có hoa trong họ Cúc. Loài này được Fenzl ex Oliv. & Hiern miêu tả khoa học đầu tiên năm 1877.